# Eucratea loricata
Eucratea loricata är en mossdjursart som först beskrevs av Carl von Linné den yngre 1758.  Eucratea loricata ingår i släktet Eucratea och familjen Eucrateidae. Arten är reproducerande i Sverige.

## Underarter
Arten delas in i följande underarter:
- E. l. aurita
- E. l. cornuta
- E. l. arctica